# Стрышув (гмина)
Стрышув (пол. Stryszów) — сельская гмина (волость) в Польше, входит как административная единица в Вадовицкий повет, Малопольское воеводство. Административным центром гмины является село Стрышув. Население гмины составляет 6700 человек (на 2004 год).

## Демография
| Перепись                       | Всего   | Всего | Женщины | Женщины | Мужчины | Мужчины |
| ------------------------------ | ------- | ----- | ------- | ------- | ------- | ------- |
| Единицы                        | человек | %     | человек | %       | человек | %       |
| Население                      | 6700    | 100   | 3423    | 51,1    | 3277    | 48,9    |
| Плотность населения (чел./км²) | 145,5   | 145,5 | 74,3    | 74,3    | 71,2    | 71,2    |

## Населённые пункты
Домбрувка, Закшув, Ленкавица, Лесьница, Строне, Стрышув.

## Соседние гмины
1. Гмина Будзув
2. Гмина Кальваря-Зебжидовска
3. Гмина Лянцкорона
4. Гмина Мухаж
5. Гмина Вадовице
6. Гмина Зембжице